# Bathurst (Nový Jižní Wales)
Bathurst je regionální středisko ve státě Nový Jižní Wales, přibližně 200 km západně od Sydney. Žije zde přibližně 36 tisíc obyvatel. Je nejstarším sídlem ve vnitrozemí Austrálie.
Bathurst je regionální centrem služeb a cestovního ruchu; je zde jeden z kampusů Charles Sturt University. Je sídlem anglikánského a katolického biskupa.
Bathurst je dobře známý pro závodní okruh Mount Panorama. Za 2. světové války zde bylo sídlo premiéra Bena Chifleyho.
Bathurst je neobvyklý v tom, že má sbírku dobových domů představujících různá období jeho historie od prvního osídlení do roku 1870, například Old Government Cottage, Abercrombie House, Miss Traill house a Chifley Home.
Střed Bathurstu hostí Australské muzeum fosilií a nerostů. Mezi jeho výjimečnosti patří třeba kompletní kostra Tyrannosaura Rexe v Austrálii a největší kolekce turmalínů na jižní polokouli.

## Historie

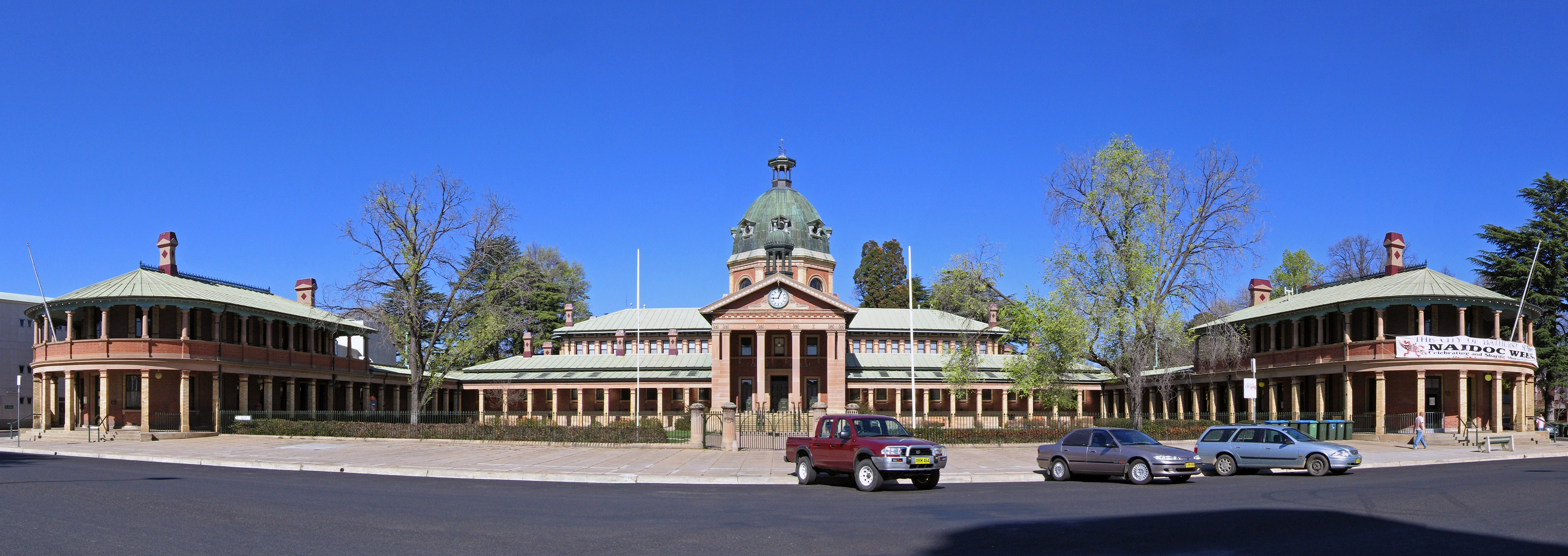
Budova soudu na Russell Street, postaveno roku 1880

Území bylo původně osídleno národem Wiradjuri. Vládní inspektor George William Evans byl první Evropan, který uviděl Bathurstské pláně. Stalo se to roku 1813.
Bathurst byl založen v roce 1815 na příkaz guvernéra Lachlana Macquarieho a je nejstarším vnitrozemským městem v Austrálii. Město je pojmenováno podle britského koloniálního tajemníka Henryho Bathursta. Stalo se administrativním centrem západní pláně Nového Jižního Walesu, kde se plánovala budoucí kolonizace.
Místní vůdci Wiradjuri jako Windradyne vzdorovali osadníkům dokud pohraniční války z počátku 20. let 19. stol. neukončily konflikt.
Nejdříve začínalo osídlení na východní straně řeky. Je to dnešní předměstí Kelso. Každému z 10 mužů bylo uděleno 50 ha půdy, pět mužů se narodilo v kolonii a pět se přistěhovalo. Tito muži byli William Lee, Richard Mills, Thomas Kite, Thomas Swanbrooke, George Cheshire, John Abbott,John Blackman, James Blackman, John Neville a John Godden.
Roku 1818 guvernér Lachlan Macquarie napsal do svého deníku:Dnes ráno jsem kontroloval 10 nových osadníků v Bathurst. Dohodli se poskytnout každému 50 ha země, služebníka, krávu, čtyři bušly pšenice a poskytovat jim po dobu 12 měsíců přístup do Královských skladů.
Zlato bylo poprvé objeveno ve Fish river v únoru 1823, ale až objev zlata v Ophiru a později v Sofale v padesátých a šedesátých letech nastartovalo boom města.
Bathurstská ekonomika byla transformována objevením zlata v roce 1851 v Austrálii. Později se stal důležitým centrem těžby uhlí a manufaktur. Main Western railway line ze Sydney dosáhlo Bathurstu v roce 1876.

## Předměstí
Hlavními předměstími jsou Kelso, Eglinton, West Bathurst, Bathurst, Llanarth, South Bathurst, Rose Hill, Windradyne a Abercrombie.

## Doprava
Bathurstské nádraží se nachází deset minut chůze od centra města. Jezdí odsud vlaky a autobusy do Sydney, Lithgow, Orange a Dubbo. Místní autobusová doprava existuje v okolních předměstích Bathurstu.

## Silnice
Bathurst je regionální dálničním uzlem. Několik silnic včetně Great Western Highway, Mid-Western Highway, Mitchell Highway, O'Connell Road, Bathurst-Ilford Road začínají zde. Jiné hlavní silnice ve městě jsou Durham Street, Eleven Mile Drive, a Bradwadine Road.

## Vysoké školy
Bathurst má čtyři soukromé a dvě veřejné VŠ.
- All Saints College - soukromá
- Denison College - včetně dvou kampusů: Kelso High Campus a Bathurst High Campus - veřejná
- MacKillop College - soukromá, jen pro ženy
- St Stanislaus College- soukromá, jen pro muže
- The Scots School - soukromá

## Významní lidé pocházející nebo spojení s Bathurstem
- Windradyne (cca 1788-1835), válečník kmene Wiradjuri
- Henry Bathurst, 3. hrabě z Bathurstu (1762-1834), britský politik
- Robert Gordon Edgell (1866-1948)
- Ben Chifley (1885-1951), Australský ministerský předseda
- Kim Mackay (1902-1960), Britský labouristický politik
- Arthur George "Bluey" Wilkinson (1911-1940), Australský závodník, Světový šampion 1938[2]
- Brian Booth (1933-), hráč kriketu a Olympijský hokejista
- Peter Brock (1945-2006), motoristická legenda
- James McTeigue (1952-), hollywoodský režisér
- Scott McGregor (1957-), televizní moderátor, herec
- Andrew Denton (1960-), producent
- Reagan Murphy (1960-), novinář
- Amanda Keller (1962-), hlasatelka rádia 2WS FM
- Peter O'Malley (1965-), Australský profesionální golfista
- Chris Bath (1967-), novinář a moderátor

## Rádiové stanice
- 2BS 1503 AM
- B-Rock 99.3FM
- 2MCE FM Bathurst 92.3
- Star FM 105.9
- 2GZ FM 105.1
- 2EL 1089 AM
- ABC Central West 549 AM
- Life FM 100.1
- Racing Radio 100.9
- Triple J 101.9/95.9
- Radio National 104.3/96.7
- Classic FM 102.7/97.5
- NewsRadio 98.3